# Bythaelurus canescens
Espèce
Synonymes
Halaelurus canescens
Répartition géographique
Statut de conservation UICN

 DD  : Données insuffisantes
Bythaelurus canescens est un poisson bathydémersal vivant dans des profondeurs de 250 à 700 m. Il se rencontre sur les côtes de l'Amérique du Sud (Pérou et Chili).

## Description

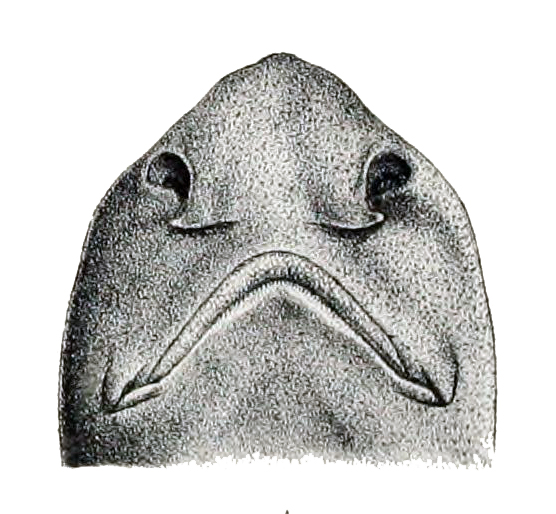
Détail de la tête

Bythaelurus canescens mesure jusqu'à 70 cm.